# BBC Radio 6 Music

Логотип BBC Radio 6 Music использовался с 2011 по 2022 год

BBC Radio 6 Music — британская общественная радиостанция. Входит в BBC.

## История
Она начала вещание 11 марта 2002 года под названием Network Y и стала первой национальной радиостанцией, основанной «Би-би-си» за предшествовавшие 32 года. Целью нового радио было привлечь внимание к огромному архиву живых музыкальных сессий BBC и привлечь аудиторию вне BBC Radio 1 и BBC Radio 2, в дальнейшем Radio 6 Music позиционировала себя как «выше мейнстрима».

### Угроза закрытия (2010)
В феврале 2010 года, в ожидании обзора BBC Trust, в газетных сообщениях говорилось, что 6 Music может быть упразднена. В обзоре не рекомендовалось закрытие, но отмечалось, что только каждый пятый житель Великобритании знал о существовании станции и что ей не хватало заслуживающих доверия в качестве музыкальных экспертов ведущих. The Times утверждала, что Марк Томпсон, генеральный директор BBC, предложил закрытие в рамках попытки сократить операции BBC и предоставить коммерческим конкурентам больше места.
Кампания против закрытия радиостанции привлекла внимание СМИ и к тому, что #SaveBBC6Music быстро стала популярной темой в Твиттере. Ведущим голосом в кампании был солист британской группы Pulp Джарвис Кокер, который представил свое собственное шоу «Jarvis Cocker’s Sunday Service» на BBC 6 Music. Созданная для противодействия предлагаемому закрытию группа в Facebook набрала почти 180 тыс. участников. В рамках кампании была предпринята попытка поднять песню «Joy Division Oven Gloves» группы Half Man Half Biscuit на 6-е место в UK Singles Chart от 12 апреля 2010 года; однако песня попала лишь на 56-е место в этом чарте и на 3-м в Independent Singles Chart. BASCA активно боролась с планами по закрытию станции через петиции.
The Sunday Times сообщала, что после общественного протеста по поводу предложенного закрытия 6 Music будет переименована в Radio 2 Extra, сохранив аналогичный плейлист, но вещая только 12 часов в день но руководитель отдела аудио и музыки в BBC Тим Дэви отрицал возможность такого исхода.
Через пять месяцев после того, как впервые появились слухи о закрытии, BBC Trust объявила, что её не убеждают планы руководства BBC и что станция не будет закрыта..
В первом квартале 2011 года некоторые радиослужбы BBC, в том числе 6 Music, были частью проведенного Джоном Майерсом обзора эффективности. По словам исполнительного директора RadioCentre Эндрю Харрисона заключалась в том, чтобы «определить как области передового опыта, так и возможную экономию». The Telegraph предположила, что это произошло из-за критики коммерческого радио по поводу слишком выскоих затрат BBC на свои радиостанции The Guardian процитировала отчет Национального аудиторского управления с критикой BBC за различную стоимость производства аналогичных программ на разных её радиостанциях.

### Рейтинги
Во втором квартале 2010 года сообщалось, что BBC 6 Music имеет наибольшее количество слушателей среди прочих радиостанций «Би-би-си», вещающих в цифровом формате, и её еженедельная аудитория в среднем составляет 1,194 миллиона человек. К 2022 году станция сохраняла лидерство в этой категории, имея 2,6 млн слушателей.
В 2014 г. станция впервые обошла BBC Radio 3 по числу слушателей (1,89 против 1,884 млн.).
В 2018 г. станция была 10-й по популярности радиостанцией среди измеряемых еженедельно и 6-й по числу прослушанных часов.
В 2022 г. число слушателей достигло 2,8 млн., в последующие два года показатель составлял 2,7 млн.

## Награды
Несколько радиоведущих и программ BBC 6 Music награждались премией Sony Radio Academy Awards. В 2006 году ведущий Марк Райли выиграл Серебряную награду в категории «Персона года на музыкальном радио». В апреле 2008 года комедийный дуэт Адам и Джо получил премию Гильдии телевещания и прессы за субботнее утреннее шоу, названное «радиопрограммой года»; они же в мае 2009 года выиграли три серебряные награды Sony Radio. Через год на церемонии Sony Awards дуэт получил приз за лучшую комедийную передачу, а Джарвис Кокер, номинированный за своё шоу в категории «Восходящая звезда», стал лидером по результатам голосования слушателей. 7 апреля 2012 вышел первый эфир Джайлса Питерсона (Gilles Peterson) на BBC 6 Music, который с 1980 года вел авторскую программу на BBC Radio 1, Jazz FM и BBC London.

## Программы
В эфире преобладает музыка «альтернативных» жанров: инди-рок (в том числе инди-поп, инди-фолк, инди-электроника, шугейзинг, постпанк, готик-рок, возрождённый гаражный рок, гранж, брит-поп и др.), вонки-поп, классический рок, кок-рок, панк-рок, фанк, ямайская музыка, блюз, фолк-рок, соул, джаз, трип-хоп, грайм, хип-хоп, танцевальная музыка, краут-рок и арт-рок.

## Вещание
Она вещает только в цифровом формате и доступна к прослушиванию посредством цифрового радио и телевидения, интернета и через спутник «Астра 2A» в северной Европе. 